# Sankt Clemens församling, Lunds stift
Sankt Clemens församling var en församling  i Lunds stift i nuvarande Helsingborgs kommun. Församlingen uppgick efter reformationen i Maria församling.

## Administrativ historik
Församlingen har medeltida ursprung och uppgick efter reformationen i Maria församling (Helsingborgs stadsförsamling).